# شیخ‌ینی (مرزیفون)
شیخ‌ینی (به ترکی استانبولی: Şeyhyeni) یک منطقهٔ مسکونی در ترکیه است که در مرزیفون واقع شده‌است. شیخ‌ینی ۱۶۹ نفر جمعیت دارد.